# Драконций
Блоссий Эмилий Драконций (Драконтий, лат. Blossius Aemilius Dracontius) — позднелатинский поэт и ритор.

## Биография
Те немногие сведения, которыми мы располагаем, почерпнуты из его произведений и небольшой приписки к средневековой рукописи сборника сочинений (Romulea).
Происходил из Карфагена, родился уже после вандальского завоевания. Принадлежал к сенаторскому сословию (vir clarissimus). Возможно, был родственником Домиция Драконция, магистра императорских имуществ в Африке в 320/321, и Антония Драконция, викария Африки в 364 и 367.
Был известным в Карфагене ритором, занимал какую-то юридическую должность при проконсуле (togatus fori procunsulis).
В правление короля Гунтамунда (484—496) поэт попал в опалу, посвятив не дошедший до нас панегирик некоему могущественному иностранному правителю, которого Гунтамунд считал своим врагом. Исследователи полагают, что речь шла или о византийском императоре Зеноне, или о короле остготов Теодорихе, и воспевалась его победа над Одоакром. Кто-то из близких к Драконцию людей подал на него донос, и поэт был приговорён к тюремному заключению с конфискацией имущества.
Именно в тюрьме он сочинил (целиком или в большей части) своё самое крупное произведение — Хвалу Господу, а также небольшое Оправдание, в котором после длинной молитвы Богу поэт раскаивался в своей ошибке и просил короля о прощении. Просьба эта не возымела никакого действия.
Освобождение и возвращение Драконцию имущества принесло только воцарение в 496 году Тразамунда, которому он посвятил очередной панегирик, также до нас не дошедший. О дальнейшем жизненном пути Драконция ничего не известно.

## Творчество
Драконций был христианским поэтом, но при этом одним из последних поэтов поздней античности, разрабатывавшим мифологические сюжеты.
Самым крупным сочинением Драконция является Хвала Господу в четырёх книгах. Поэма написана пышным риторическим слогом.

По содержанию она скорее лирична, чем эпична: сквозного повествования в ней нет, поэт восхваляет милосердие Божие к роду человеческому сперва на материале ветхозаветной истории (кн. I), потом — новозаветной (кн. II), вслед за тем — на конкретных примерах покорности Божьим повелениям (кн. III, в которой сопоставляется длинный ряд библейских героев-самопожертвователей, начиная с Авраама, и не менее длинный ряд античных героев-самопожертвователей, начиная с Менекея, Кодра и Леонида, — разумеется, вывод делается в пользу первых) и, наконец, — изображая греховность современного человечества, к которому Бог так незаслуженно милосерд (кн. IV).— Гаспаров М. Л. Драконтий, с. 326
Десять мифологических и светских сочинений объединены в сборник под названием Romulea. В его состав входят три поэмы (эпиллия): небольшая по объёму — Гил, и две сравнительно крупных — Похищение Елены и Медея, а также два стихотворных предисловия, три декламации и два эпиталамия. Наиболее значительное из сочинений Драконция на мифологический сюжет — поэма Трагедия Ореста, где он дает новую трактовку известному мифу. Большая часть произведений написана гекзаметром; Оправдание (вероятно, в подражание Тристиям Овидия) и небольшое стихотворение О происхождении роз — элегическим дистихом, а одно из посвящений грамматику Фелициану (учителю Драконция) — трохеическим тетраметром. Гекзаметр Драконция отличен от классического, отчасти это объясняется тем обстоятельством, что в конце V века римляне уже не различали на слух долгие и краткие слоги.
Мифологические поэмы представляют собой смесь эпоса и риторики, причем последней очень много: на неполные 2200 стихов трёх поэм приходится свыше 1000 строк речей, произносимых героями. Из характерных стилистических украшений следует отметить обильно применяемую автором аллитерацию.
Мифология у Драконция — условная и отвлеченная, боги хотя и появляются время от времени, но в сущности они не более чем риторические образы и никакого влияния на поступки героев не оказывают. Персонажи действуют не как античные герои, направляемые богами и судьбой, но как вполне обычные люди, движимые своими страстями и житейскими интересами, и никакого высшего смысла в их действиях нет.

Самый же главный вывод из всех трёх поэм — отсутствие у героев сознания нравственной ответственности перед собой, перед своим общественным окружением, наконец, перед некоей высшей силой — христианским ли богом или языческим Юпитером. Мифологический герой у Драконция свободен от каких-либо моральных обязательств, и такая дегуманизация мифа, в сущности, завершала его обозримое историческое развитие на протяжении 13 веков.— Ярхо В. Н. Античный миф на пороге Средневековья, с. 52
Также поэту приписывают на основании стилистических признаков стихотворение О месяцах и эпиллий Болезнь Пердики, в котором описана несчастная любовь Пердики к своей матери Касталии, посланная разгневанной на юношу богиней Венерой.

## Судьба литературного наследия
В Средние века пользовалась известностью поэма Хвала Господу, которой дал высокую оценку Исидор Севильский. Особенно популярно было описание шести дней творения из 1-й книги; эта часть поэмы была издана в середине VII века по приказу вестготского короля Хиндасвинта в редакции испанского поэта и епископа Евгения Толедского. В дальнейшем именно этот отрывок, под названием Гексамерон, издавался несколько раз в XVII и XVIII веках. В 1791 испанский ученый Фаустино Аревало разыскал рукопись XII века, содержавшую полный текст поэмы, и опубликовал его.
Текст Трагедии Ореста содержится в рукописи IX века (codex Bernensis 45 (B), без указания имени автора, а также в рукописи, обнаруженной в середине XV века в Скандинавии (codex Ambrosianus O 74 sup. (A), также без указания автора. Она была впервые издана только в 1858. В 1871 кардинал и филолог Анджело Маи высказался в пользу авторства Драконция, издав поэму вместе с Похищением Елены. Дальнейшие исследования с высокой степенью достоверности подтвердили его вывод.
Полный текст Romulea содержится в единственной рукописи (codex Neapolitanus Bibl. nat. IV E 48 (N), списанной в 1494 по распоряжению гуманиста Джорджо Мерулы с манускрипта под названием Draconti varium poema, обнаруженного годом ранее в Боббио. Оригинал со временем затерялся, а список, хранившийся в королевской библиотеке Неаполя, был издан в 1873.
В XIX—XX веках Трагедия Ореста и Ромулеи издавались более 10 раз. Образцовыми считаются латинское издание Ф. Фольмера (1905) и издания Ж. Буке и Э. Вольфа 1995—1996 (с подробными примечаниями и французским переводом).

## Произведения
- Хвала Господу (De laudibus Dei)
- Оправдание (Satisfactio)
- Ромулеи (Romulea):
  - Предисловие ученика Драконция грамматику Фелициану, написанное трохеическим метром (Praefatio Dracontii discipuli ad grammaticum Felicianum, ubi dicta est metro trochaico)
  - Гил (Hylas)
  - Предисловие Фелициану грамматику (Praefatio ad Felicianum grammaticum, cuius supra, in auditorio)
  - Слова Геркулеса, видящего, как головы змея Гидры отрастают в большем числе, чем были срублены (Verba Herculis cum videret hydrae serpentis capita pullare post caedes)
  - Контроверсия о статуе храброго мужа (Controversia de statua viri fortis)
  - Эпиталамий (<Epithalamium in fratribus dictum>)
  - Эпиталамий Иоанну и Витуле (Epithalamium Ioannis et Vitulae)
  - Похищение Елены (De raptu Helenae)
  - Размышление Ахилла, стоит ли ему отдавать за выкуп тело Гектора (Deliberativa Achillis an corpus Hectoris vendat)
  - Медея (Medea)
- Трагедия Ореста (Orestis tragoedia)
- О месяцах (De mensibus)
- О происхождении роз (De origine rosarum)
- Болезнь Пердики (Aegritudo Perdicae)

## Издания
- Dracontii Poetae Christiani Saeculi V. Carmina Ed. Francisco Arevalo. Romae, 1791
- Dracontius. Hexaemeron Helmstadii, 1794
- Poetae incogniti carmen epicum, inscriptum Orestis tragoedia, quod ex codicibus Bongarsiano et Ambrosiano primum edidit Dr. Carolus Guilelus Müller. Rudolstadii, 1858 Google Books
- Fl. Merobaudis reliquiae, Blossii Aemilii Dracontii carmina, Eugenii Toletani episcopi carmina et epistulae. Ed. F. Vollmer. Berolini, 1905 MDZ München (Первое критическое издание)
- Poetae Latini minores post Aemilium Baehrens iterum recensuit Fridericus Vollmer. Vol. V: Dracontii de Laudibus Dei, Satisfactio, Romulea, Orestis tragoedia, Fragmenta, Incerti Aegritudo Perdicae. Lipsiae, 1914 Internet Archive
- Dracontius. Oeuvres. T. I. Louanges de Dieu. Livres I et II. Texte établi, traduit et commenté par Cl. Moussy et C. Camus. — P., 1985 — ISBN 2-251-01328-8
- Dracontius. Oeuvres. T. II. Louanges de Dieu. Livre III — Réparation. Texte établi et traduit par Cl. Moussy. — P.: Les Belles Lettres, 1988 — ISBN 2-251-01343-1
- Dracontius. Oeuvres. T. III. La Tragédie d’Oreste. Poèmes profanes I—V. Introduction par J. Bouquet et É. Wolff. Texte établi et traduit par J. Bouquet. — P.: Les Belles Lettres, 1995 — ISBN 2-251-01382-2
- Dracontius. Oeuvres. T. IV. Poèmes profanes VI—X. Fragments. Texte établi et traduit par É. Wolff. — P.: Les Belles Lettres, 1996 — ISBN 2-251-01398-9

## Переводы на русский
- Драконций. Трагедия Ореста. Вступительная статья, перевод и комментарии В. Н. Ярхо. // Вестник древней истории, 2000, № 3.
- Драконтий. Хвала Господу (Книга I); Эпиталамий Иоанну и Витуле. Перевод М. Л. Гаспарова. // Памятники средневековой латинской литературы IV—VII веков. — М.: Наследие, 1998 — ISBN 5-201-13332-0
- Драконций. Мифологические поэмы. Перевод с латинского, вступительная статья и комментарии В. Н. Ярхо. М.: Лабиринт, 2001 — ISBN 5-87604-143-2

## Исследования
- Studi draconziani (1912—1996), a cura di Luigi Castagna, Napoli, Loffredo 1997 (Библиография)
- Ярхо В. Н. Античный миф на пороге Средневековья: поэмы Драконция // Драконций. Мифологические поэмы. М., 2001.